# Terrain de cricket de Montréal
Le Terrain de cricket de Montréal (le nom anglais Montreal Cricket Grounds semble cependant avoir été utilisé même en français) est un ancien terrain de sport et de parade militaire situé à Montréal au Québec (Canada). Il a été utilisé de 1858 à 1887. Il s'agit d'un des plus anciens terrains de sport de Montréal. Il était localisé dans le quadrilatère formé par les rues Sainte-Catherine au sud, de la Montagne à l'est, Sherbrooke au nord et Mackay (en) à l'ouest, dans ce qui s'appelait alors le faubourg Saint-Antoine (l'ouest de l'actuel centre-ville).

## Histoire
Un terrain de cricket existait dans les années 1850 sur les terrains de l'Université McGill, rue Sherbrooke. Ce terrain étant perturbé par des travaux d'aqueduc, un autre terrain qui prendra le nom de Montreal Cricket Grounds est aménagé en 1858 non loin de là sur une portion non développée de la rue Sainte-Catherine près de la rue Guy, à l'usage du Club de cricket de Montréal (Montreal Cricket Club). Ce terrain, situé dans ce qu'on appelait alors le faubourg Saint-Antoine, est loué de « l'honorable L. Renaud » et des travaux de terrassement et d'ensemencement sont effectués au printemps. Il n'est pas fait mention à cette époque d'estrades ou de gradins. Un champ de tir à l'arc se trouve à côté et est utilisé dès 1858. En 1859 un terrain de crosse est aménagé sur la partie nord du quadrilatère Sainte-Catherine―de la Montagne―Sherbrooke―Guy (donnant sur la rue Sherbrooke et « adjacent au terrain de cricket »), alors que le terrain de cricket occupe la partie sud, avec entrée sur la rue Sainte-Catherine. En 1860 un club de baseball s'installe sur « le terrain appartenant à M. G. Balchin au-dessus du terrain de cricket ».
À l'hiver 1861 on tient sur le terrain de cricket des courses de raquettes à neige, et le terrain est clôturé car on doit y accéder par une porte donnant sur la rue Sainte-Catherine. Des gradins temporaires sont installés. En août 1862, une cérémonie militaire de présentation du drapeau au  Victoria Volunteer Rifles de Montréal est tenue sur le terrain de cricket.

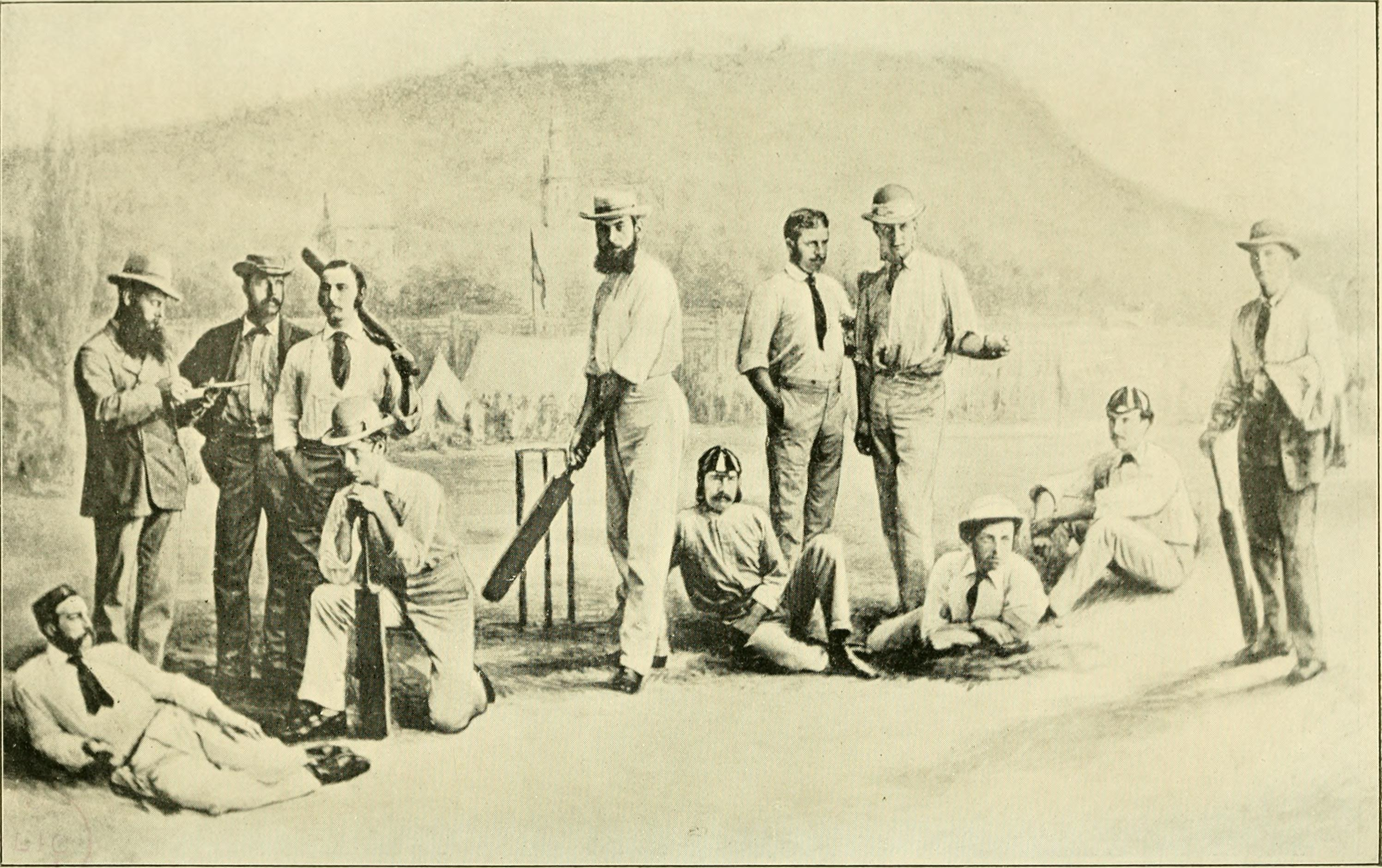
L'équipe anglaise de cricket en tournée au Canada en 1872. Elle a joué au terrain de cricket de Montréal en août.

Le terrain de cricket est aussi le lieu, de 1858 à 1864, d'une fête annuelle servant à financer les œuvres de la Montreal Ladies' Benevolent Society, une organisation philanthropique protestante,.
En mai 1864 l'église anglicane St. James the Apostle est inaugurée juste à côté du terrain de cricket, tellement près que ses fenêtres sont à risque d'être brisées par une balle perdue. En fait une grille de métal protégeant un des vitraux de l'église n'est retirée qu'en 2003. Certains paroissiens, des militaires britanniques joueurs de cricket, lui donnent le surnom de St. Cricket's in the Fields.
En 1865, il est fait mention dans les journaux du Garrison Cricket Grounds (Terrain de cricket de la garnison), aussi sur la rue Sainte-Catherine. Ce terrain est loué par le Montreal Garrison Cricket Club,. Il s'agit fort probablement d'un terrain différent du Terrain de cricket de Montréal, les deux étant mentionnées concurremment pour des événements différents en 1865 et 1866. Aussi en 1865, il est mentionné qu'un club appelé Montreal Foot and Base Ball Club existe et organise des matchs au Terrain de cricket de Montréal. Le journal La Minerve parle de « jeu de ballon (foot-ball) », sans qu'on puisse savoir quelles règles étaient utilisées.
Parmi les célébrations marquant l'avènement de la Confédération canadienne le 1er juillet 1867, un tournoi de crosse est disputé sur le terrain de cricket entre le Club de crosse de Montréal et des Iroquois du Sault-Saint-Louis (Kahnawake). Ces derniers l'emportent, aux applaudissements de la nombreuse foule.
Lors d'une tournée canadienne en 1872, le célèbre joueur de cricket anglais W. G. Grace n'est pas impressionné par l'état du terrain, qu'il trouve bosselé, d'une curieuse forme et jonché de détritus par endroits.
En octobre 1873 le Montreal Football Club, qui pratique une forme de rugby qui évoluera pour devenir le football canadien, y joue un match et fait du terrain de cricket son domicile principal jusqu'au milieu des années 1880. Puis, le terrain de cricket est le site d'une série de matchs internationaux qui seront importants pour l'évolution du football américain et du football canadien. Le 23 octobre 1874, l'équipe de football de l'université Harvard rend visite à celle de l'Université McGill pour compléter un défi entre les deux institutions (en). Le match joué devant 2 000 spectateurs est remporté par Harvard et oppose seulement 9 joueurs par équipe. Puis, exactement un an plus tard, l'équipe de Harvard revient au même endroit affronter une sélection canadienne composée de joueurs du Montreal Football Club, de l'Université McGill et du club de football de Québec. Harvard remporte également ce match 1-0. Une autre visite de Harvard a lieu en novembre 1879.

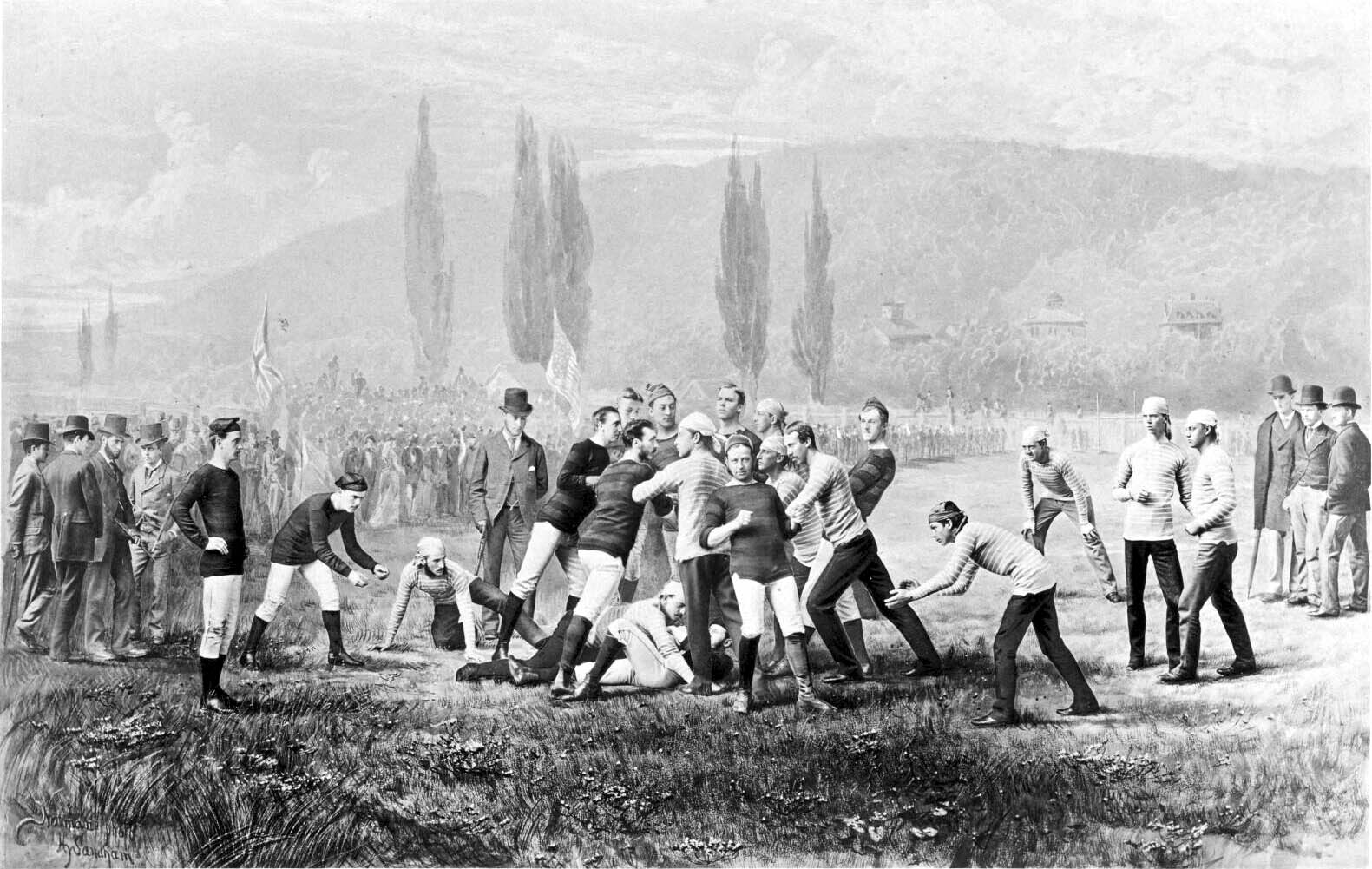
Match de football entre Harvard et McGill le 23 octobre 1874. Le fond de scène et les spectateurs ont été peints à la main.

### Tennis
En 1883 le Montreal Lawn Tennis Club installe un terrain de tennis dans la partie sud du terrain de cricket, le long de la rue Sainte-Catherine. Ce terrain remplace des gradins appelés Australian stand.

### Fermeture
Avec l'expansion du territoire bâti de Montréal, le terrain de cricket et son voisin le terrain de crosse deviennent un emplacement de choix pour la construction de bâtiments d'habitation. En 1884 des terrains sont mis en vente sur la rue MacKay, bordant le côté ouest des terrains de cricket et de crosse. Ces deux terrains contigus constituent alors le dernier lot vacant de grande superficie dans l'ouest de la ville. Un avis de vente est publié en septembre 1886 à un prix demandé de 300 000 $CA, montant très élevé pour l'époque. Des discussions rapportées dans les journaux sont engagées pour savoir s'il serait préférable que des mécènes ou la Ville elle-même achètent les terrains pour perpétuer leur vocation sportive, ou si les clubs sportifs devraient chercher des terrains plus vastes et moins chers plus loin du centre-ville. Finalement les terrains sont vendus pour la construction et la Montreal Amateur Athletic Association (MAAA), organisme qui regroupait depuis 1881 la plupart des clubs utilisant les terrains concernés, doit chercher un autre emplacement pour ses installations. Le club de cricket, qui ne fait pas partie du MAAA, doit lui aussi chercher un nouveau terrain.
Tant que les travaux de construction ne sont pas commencés, le terrain de cricket peut encore être utilisé au cours de l'année 1887. On ne trouve cependant plus de comptes rendus de matchs dans la presse après le 5 novembre.